# Кашито
Кашито (порт. Caxito) је град и општина у покрајини Бенго, Ангола и њен административни центар.
Кроз град пролази сјеверна линија државне жељезнице. Град се налази на надморској висини од 84 м, а насељава га око 12.055 житеља (2010).